# Vladimir Pettay
Vladimir Leonidovich Pettay - em russo, Владимир Леонидович Петтай (Pudozh, 8 de maio de 1973 - Besovets, 20 de junho de 2011) foi um futebolista e árbitro de futebol russo.[carece de fontes?]

## Carreira como atleta
Como jogador, Pettay era meia-atacante, tendo uma carreira curta: jogou em apenas 2 times: o Spartak Petrozavodsk (atual Karelia Petrozavodsk), posteriormente renomeado para Karelia Asmaral em 1992, e voltaria a atuar em 1999, pelo GTS, time de futsal de Petrozavodsk, onde penduraria as chuteiras em 2001.[carece de fontes?]

## Carreira como árbitro
Virou árbitro de futebol em 1996, com apenas 23 anos de idade. Ganhou a chancela da FIFA em 2010 e sua única competição internacional foi a Copa dos Campeões da CEI de 2011.

## Morte
Em 20 de junho de 2011, Pettay morreu no Voo 9605 da RusAir, onde o avião Tupolev Tu-134 em que o árbitro e outras 51 pessoas (43 passageiros e 9 tripulantes) estavam caiu próximo ao Aeroporto de Petrozavodsk. Ele havia voltado de Vladikavkaz, onde participava da festa de aniversário de Alexander Stelmakh, diretor de futebol do Alania. Pettay, que tinha 38 anos quando faleceu, era casado e deixou 2 filhos.[carece de fontes?]

## Links
- Perfil de Stupar (em alemão)